# گرافتون، نیو ساوت ولز
گرافتون، نیو ساوت ولز (به انگلیسی: Grafton) یک شهر در استرالیا است که در نیو ساوت ولز واقع شده‌است.